# Resolutie 1378 Veiligheidsraad Verenigde Naties
Resolutie 1378 van de Veiligheidsraad van de Verenigde Naties werd op 14 november 2001 unaniem aangenomen door de VN-Veiligheidsraad. De resolutie veroordeelde het Talibanregime in Afghanistan voor het tolereren van de terreurorganisatie Al Qaida en diens leider Osama bin Laden, en steunde de plannen om de Taliban af te zetten en een overgangsregering te vormen.

## Achtergrond
In 1979 werd Afghanistan bezet door de Sovjet-Unie, die vervolgens werd bestreden door Afghaanse krijgsheren. Toen de Sovjets zich in 1988 terugtrokken raakten ze echter slaags met elkaar. In het begin van de jaren 1990 kwamen ook de Taliban op. In september 1996 namen die de hoofdstad Kabul in. Tegen het einde van het decennium hadden ze het grootste deel van het land onder controle en riepen ze een streng islamitische staat uit.
In 2001 verklaarden de Verenigde Staten met bondgenoten hun de oorlog en moesten ze zich terugtrekken, waarna een interim-regering werd opgericht.

## Inhoud
De Veiligheidsraad steunde de internationale inspanningen om terrorisme uit te roeien. Verder erkende de Raad de urgentie van de situatie in Afghanistan, en vooral de hoofdstad Kabul. De Taliban werden veroordeeld omdat ze toelieten dat Al Qaida, dat verantwoordelijk was voor de aanslagen op 11 september 2001, Afghanistan als uitvalsbasis gebruikten en Osama bin Laden onderdak boden. Daarom steunde de Raad ook inspanningen van het Afghaanse volk om de Taliban af te zetten.
Zo steunde de Veiligheidsraad de pogingen om een nieuwe overgangsregering op te richten die alle bevolkingsgroepen in het land moest vertegenwoordigen, de mensenrechten respecteren, meestrijden tegen het terrorisme en illegale drugshandel en meewerken aan de humanitaire hulpverlening en de terugkeer van vluchtelingen. Ook de VN moesten hierin een rol spelen en de lidstaten werden gevraagd zo'n overgangsregering te steunen en de veiligheid in gebieden die niet langer onder Taliban-controle stonden te verzekeren.

## Verwante resoluties
- Resolutie 1333 Veiligheidsraad Verenigde Naties (2000)
- Resolutie 1363 Veiligheidsraad Verenigde Naties
- Resolutie 1383 Veiligheidsraad Verenigde Naties
- Resolutie 1386 Veiligheidsraad Verenigde Naties

Lijst ·  1335 ·  1336 ·  1337 ·  1338 ·  1339 ·  1340 ·  1341 ·  1342 ·  1343 ·  1344 ·  1345 ·  1346 ·  1347 ·  1348 ·  1349 ·  1350 ·  1351 ·  1352 ·  1353 ·  1354 ·  1355 ·  1356 ·  1357 ·  1358 ·  1359 ·  1360 ·  1361 ·  1362 ·  1363 ·  1364 ·  1365 ·  1366 ·  1367 ·  1368 ·  1369 ·  1370 ·  1371 ·  1372 ·  1373 ·  1374 ·  1375 ·  1376 ·  1377 ·  1378 ·  1379 ·  1380 ·  1381 ·  1382 ·  1383 ·  1384 ·  1385 ·  1386